# Сад Китсеаэд
Сад Ки́тсеа́эд, также Ко́зий сад (эст. Kitseaed) — небольшой парк в историческом центре Таллина — Старом городе, Эстония.
Расположен у пересечения улиц Нунне и Лай.

## История
Название парка было официально утверждено исполкомом Таллинского городского Совета народных депутатов 16 мая 1989 года.
В 1952 году архитектурный отдел Таллинского горисполкома реновировал площадь рядом с улицей Вакзали (в настоящее время — Нунне) по проекту, который подготовила Нора Таммоя (Nora Tammoja). До этого, в 1930 году, в парке была установлена скульптура Яана Коорта «Косуля». Со временем дизайн зелёной зоны изменился, так как через участок был проложен трубопровод горячей воды. В 1980 году лестницы были убраны, подпорная стена вдоль улицы поднята, скульптура перенесена, сделаны другие изменения.
Яан Коорт создал «Косулю» в 1927 году и отлил три бронзовые скульптуры: одна из них находится в Третьяковской галерее в Москве, вторая — в Художественном музее Эстонии, третья была передана Таллинскому городскому музею. Последняя была установлена в парке Китсеаэд. В 1990-х годах она несколько раз становилась жертвой вандалов, поэтому сейчас в парке стоит копия. С 1964 года скульптура находилась по охраной государства как памятник искусства республиканского значения, в 1995 году была внесена в Государственный регистр памятников культуры Эстонии.
В 2018 году было проведено капитальное обновление парка, при этом соблюдались принципы, разработанные Норой Таммоя. Были построены лестницы, скульптура «Косуля» установлена на её первоначальном постаменте, который до этого был скрыт землей, восстановлены дорожки и установлены скамейки, проведено освещение, обновлены торцевая стена соседнего здания и подпорная стена замка Тоомпеа. Парк открыли для посещения горожанами и гостями столицы.

Китсеаэд
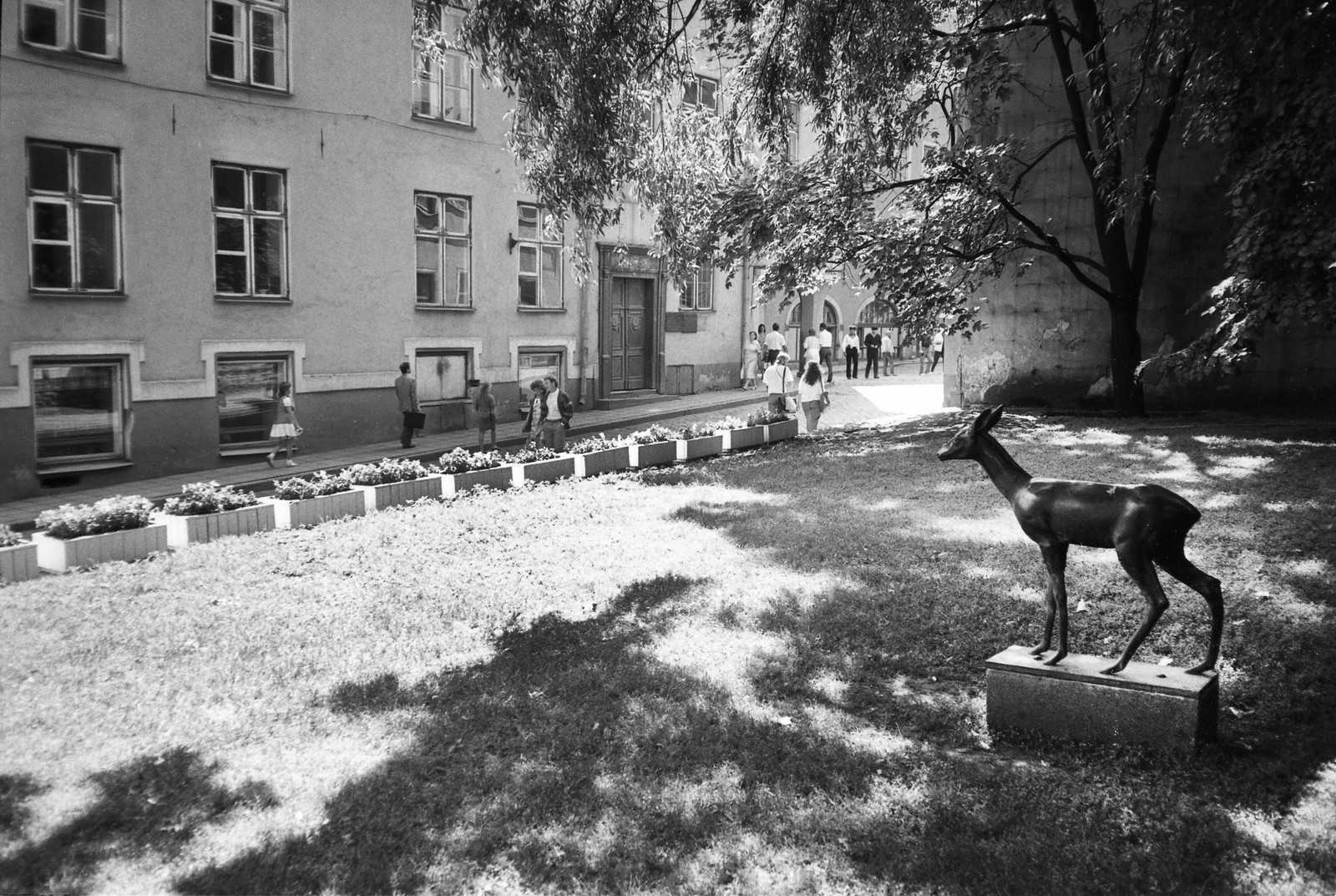
В 1989 году
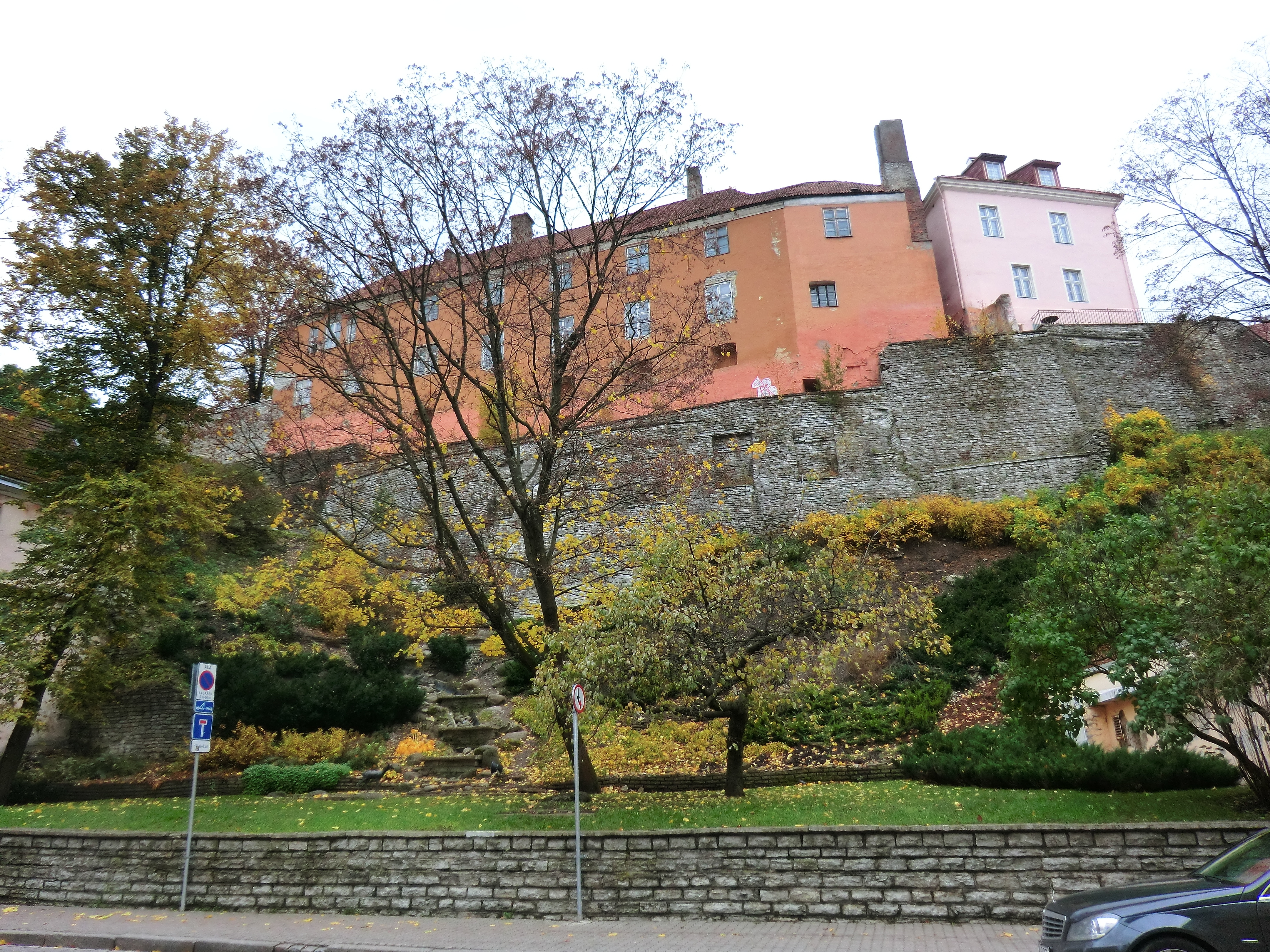
В октябре 2012 года
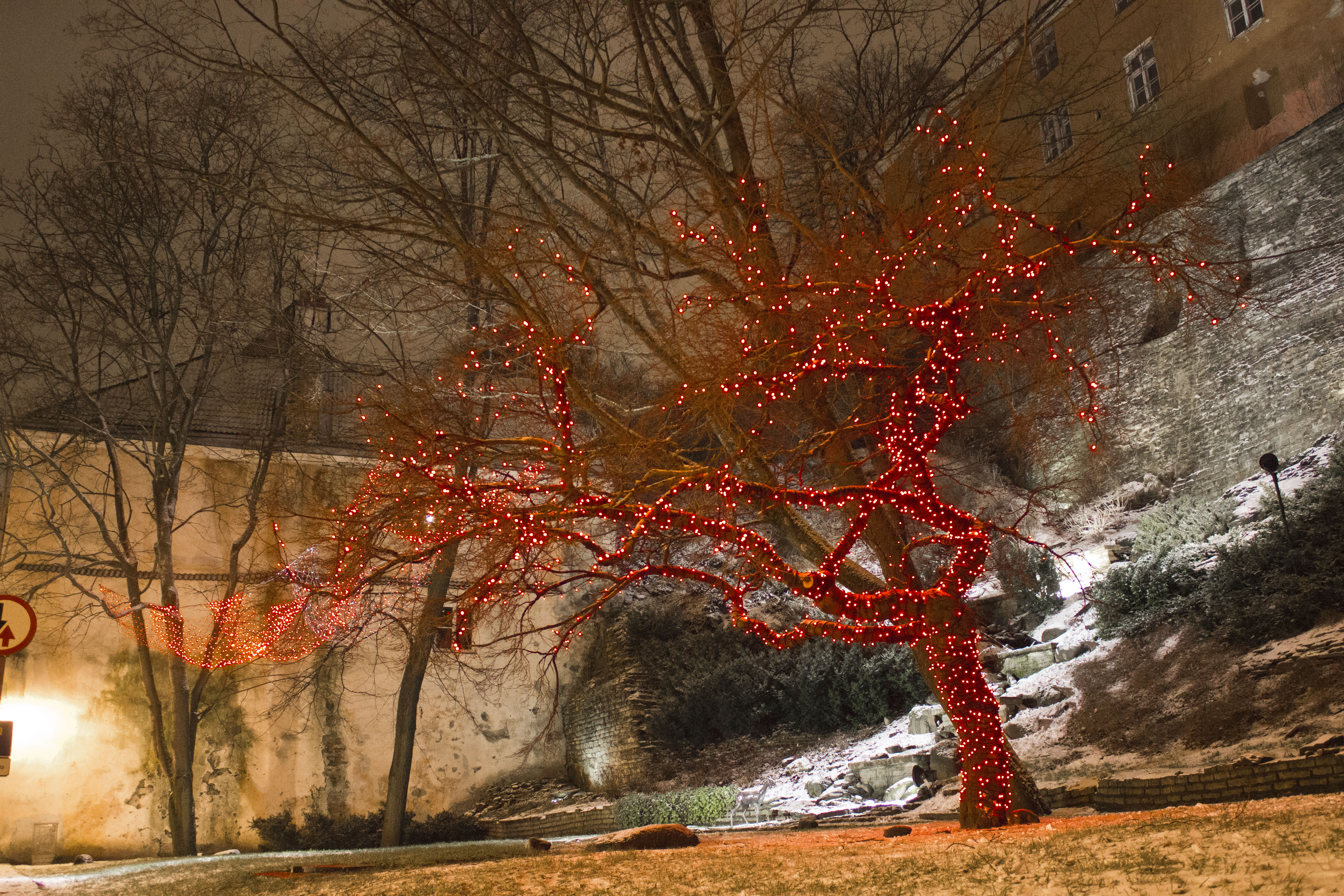
В Рождество 2013 года
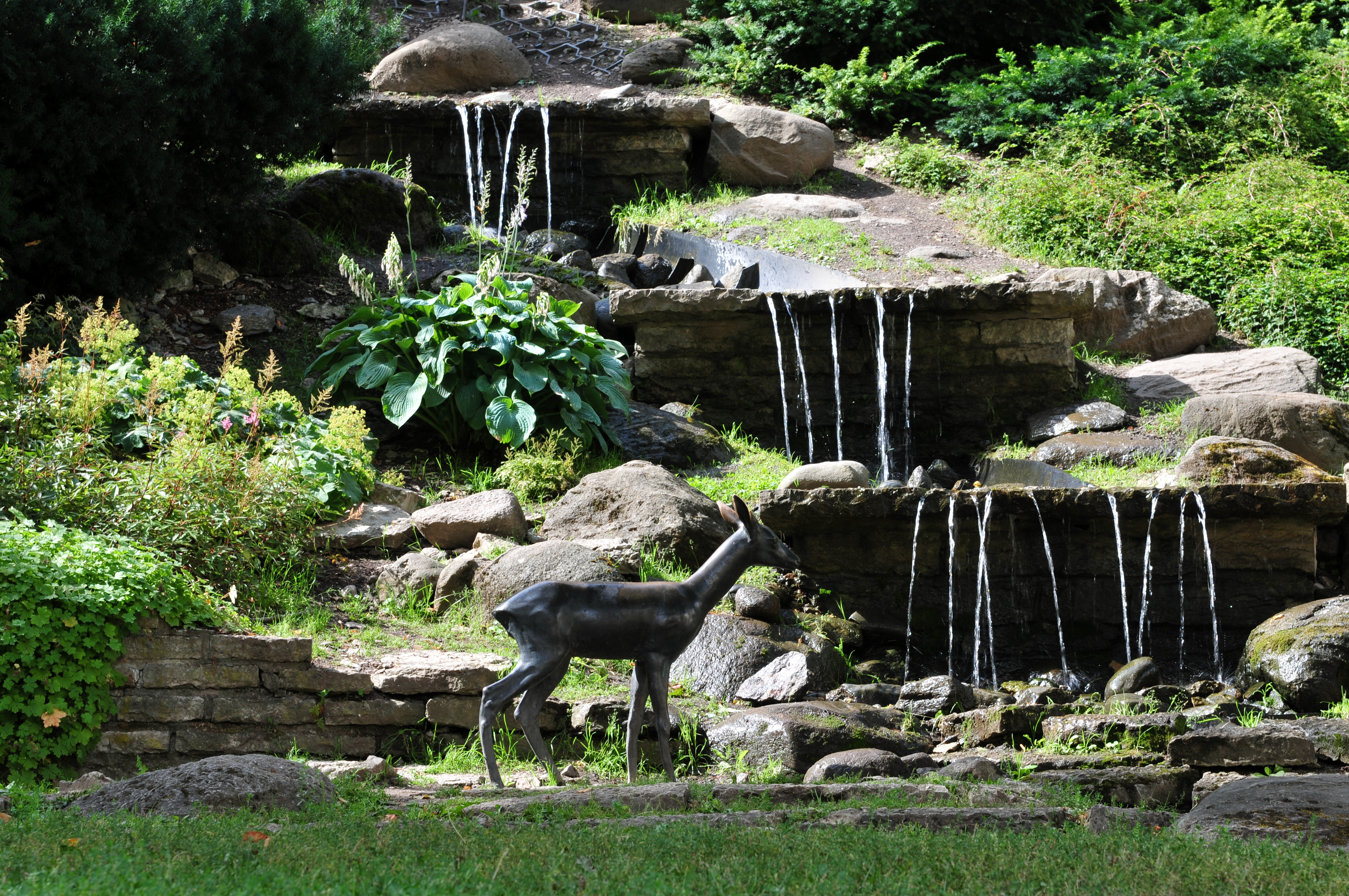
В 2014 году